# O må vi Herrens godhet högt beprisa
O må vi Herrens godhet högt beprisa - lovsång av Lina Sandell-Berg från 1889. De åtta fyrradiga stroferna besjunger Guds gärningar framför allt i själva skapelsen ("i allt, som omger oss på denna jord", v. 2), det som brukar kallas första artikeln i den kristna trosbekännelsen.
Melodi av Oscar Ahnfelt och används också till Tänk när en gång den dimma är försvunnen.

## Publicerad som
- Nr 62 i Sionstoner 1935 under rubriken "Guds lov".
- Nr 19 i Lova Herren 1988 under rubriken "Guds godhet och fadersomsorg".